# Тверской проспект
Тверско́й проспе́кт (до 1970 года — Кооперативный переулок, бывший Ильинский переулок) — одна из центральных улиц Твери. Он начинается от берега реки Лазури, заканчивается набережной Степана Разина. Является центральной частью городской магистрали Проспект Чайковского — Тверской проспект — Нововолжский мост — Комсомольский проспект, соединяющей центр города и Заволжский район с железнодорожным вокзалом.
Строительство Тверского проспекта было предусмотрено Генеральным планом Калинина 1937 года, были прерваны войной. После постройки Нового моста в 1956 году, необходимость создания проспекта стала продиктована близким расположением двух крупных трамвайных перекрёстков: площади Ленина и пересечения Кооперативного переулка с Советской улицей. Реконструкция бывшего Кооперативного переулка — снос старых зданий и его расширение — была завершена в 1976—1977 годах. Были проведены работы по изменению русла реки Тьмаки, по строительству на проспекте трамвайных путей. Трамвайная линия с параллельной улицы Урицкого была снята, в результате два трамвайных перекрёстка объединили в один. Стоит отметить, что из-за особенностей трамвайных стрелок, для создания крестообразного трамвайного пересечения необходимо уложить по две трамвайные стрелки в каждом направлении, а это требует значительного места. Места на перекрёстке не хватало, поэтому трамвайный поворот с моста направо на Советскую улицу при реконструкции сняли. Трамвайные повороты здесь осуществлялись только с юга на запад и с севера на восток. 
Ширина проспекта изначально была 4 полосы для движения, островное трамвайное полотно с трамвайными остановками, впоследствии трамвайные остановки на проспекте были уничтожены и он был расширен до 6 полос для движения. Проспект застроен, преимущественно, 4-5 этажными зданиями в стиле сталинского неоклассицизма: № 18 (1936, архитектор Д. М. Цветков), № 9 и № 8/24 (1936 и 1938, архитектор Ф. И. Макаров), № 17/6 (1950, архитектор Т. А. Кордюкова), № 14/7а (1957, архитектор Д. Н. Мельчаков) и другие. Дом № 17/11 — памятник архитектуры 2-й половины XVIII века (архитекторы П. Р. Никитин и А. В. Квасов).
Генеральным планом Калинина 1970 года была предусмотрена дальнейшая застройка проспекта 9—16 этажными зданиями по берегу реки Тьмаки при слиянии проспекта с Трёхсвятской улицей.
В настоящее время, проспект — крупная транспортная и торговая магистраль.

## Галерея

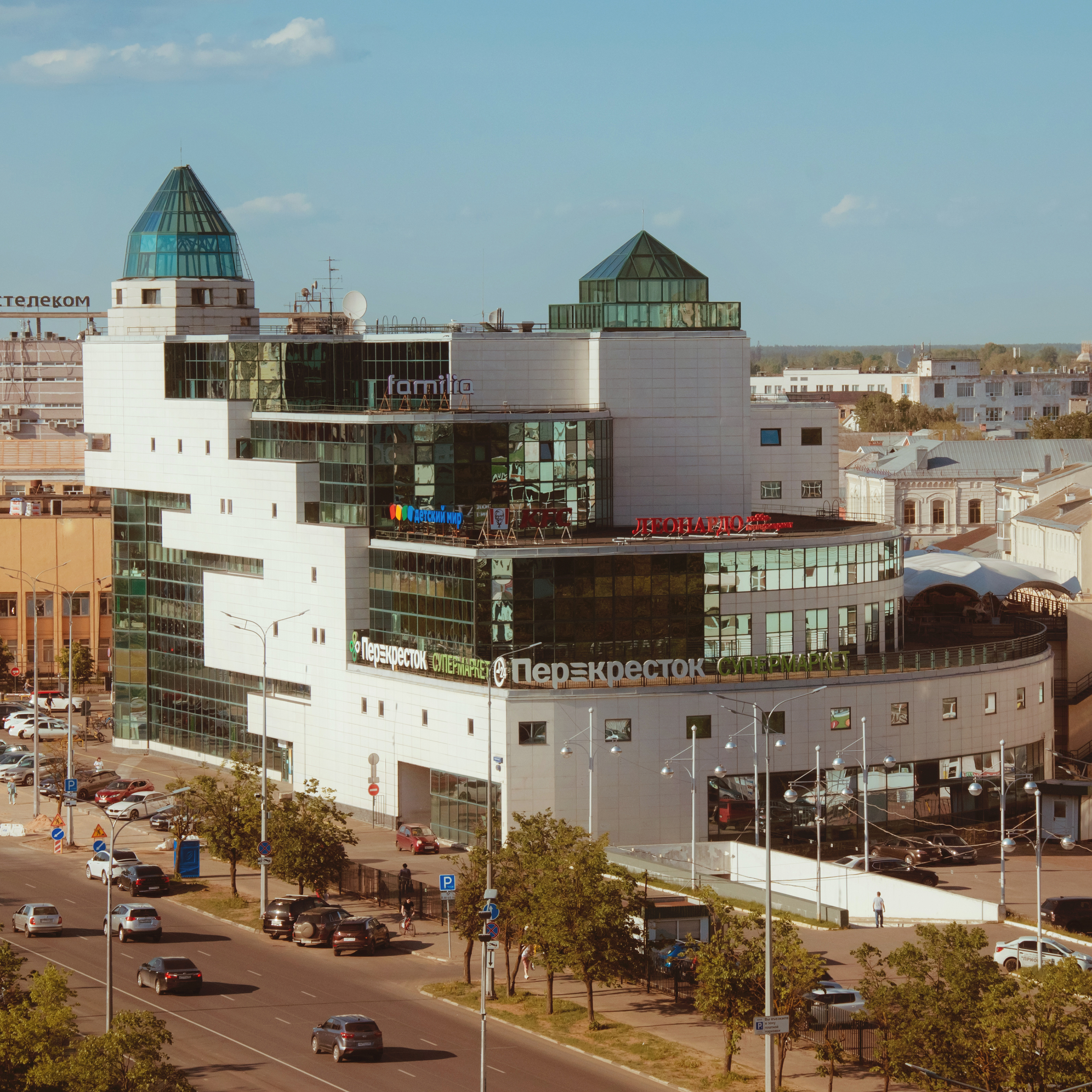
ТЦ «Олимп» на Тверском проспекте. Изначально здание проектировалось как офис «Тверьуниверсалбанка». Вид с крыши дома №1/1 по проспекту Чайковского.
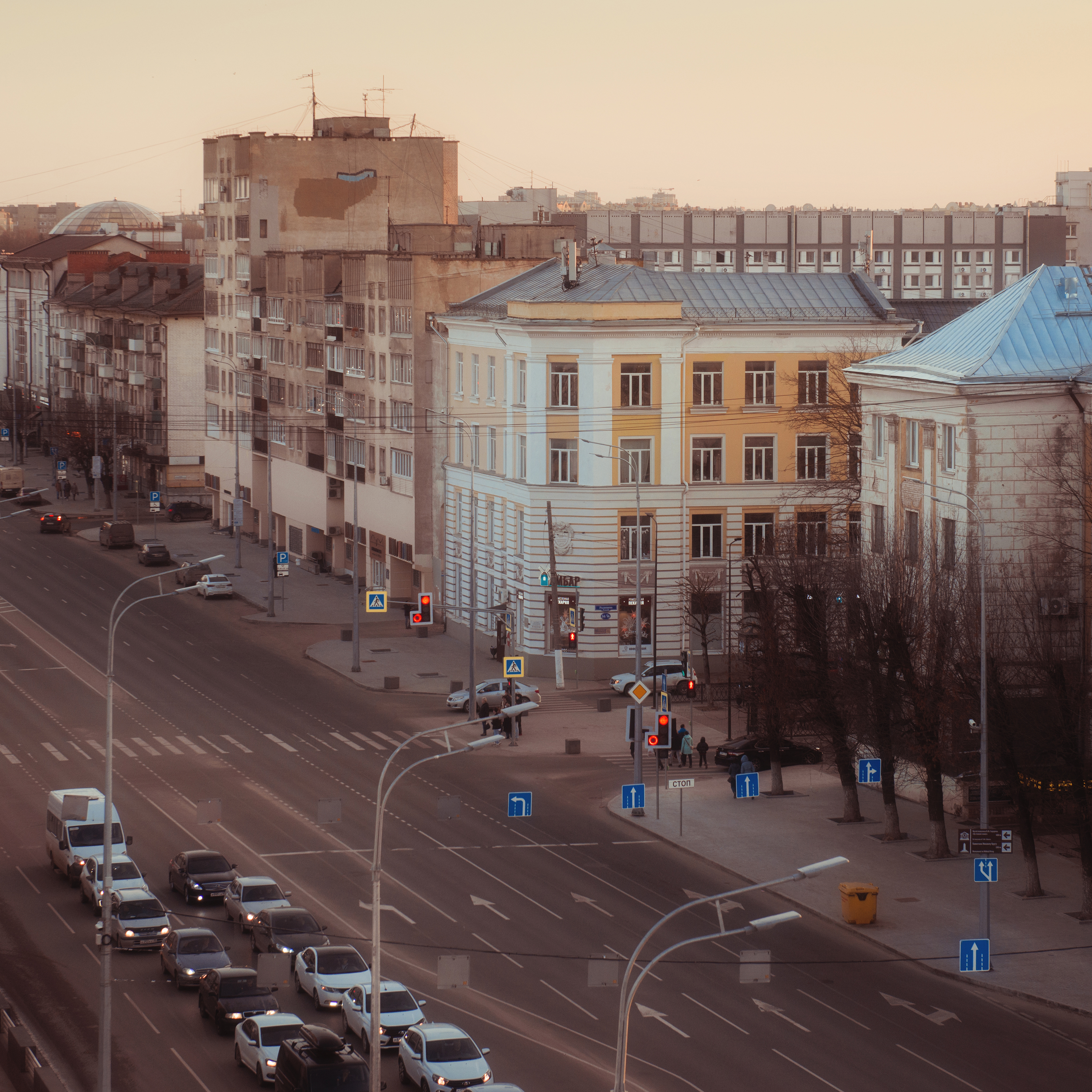
Тверской проспект. Областное отделение Союза художников России.
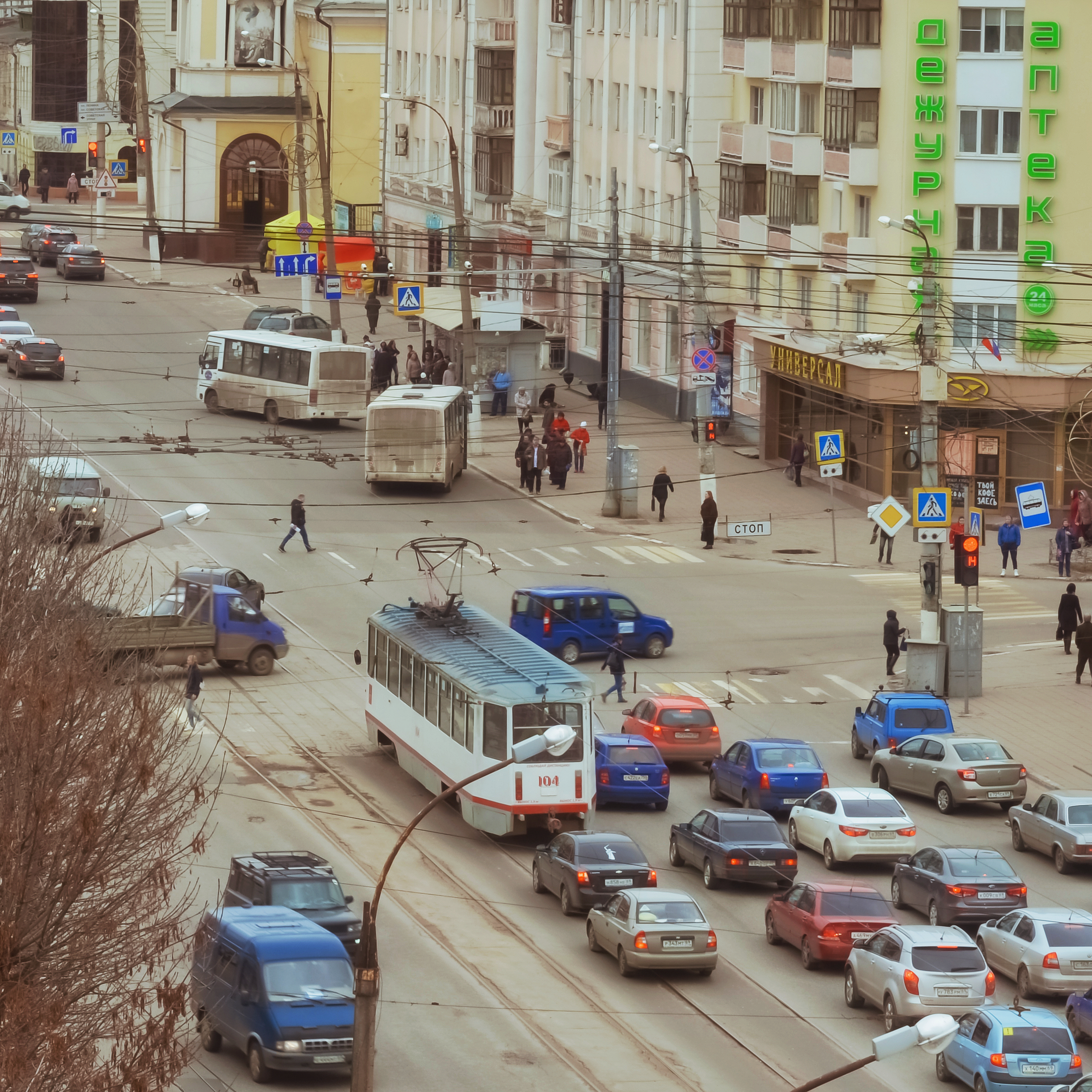
Трамвай марки КТМ-8КМ стоит на перекрестке Тверского проспекта и улицы Новоторжской. Вид с крыши дома №7а. 2017
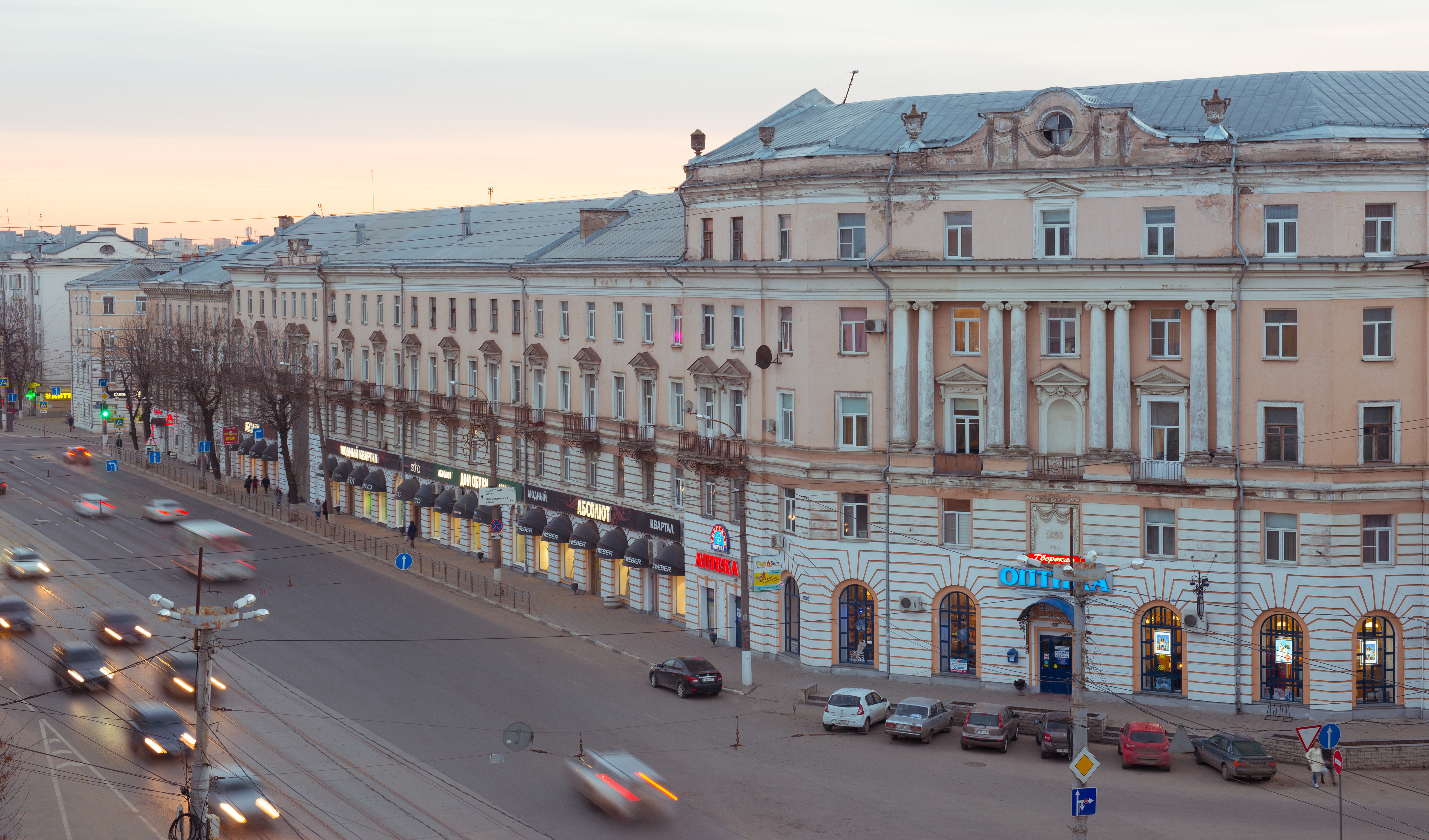
Дом №15 по Тверскому проспекту. 2019